# Satomi Arai
Pour les articles homonymes, voir Arai (homonymie).
Satomi Arai (新井 里美, Arai Satomi), née le 4 juillet 1980 à Yono, est une seiyū japonaise.

## Rôles

### Anime
- Beyblade: Metal Fury
- Code Geass : Sayoko Shinozaki
- Coyote Ragtime Show (en)
- Digimon Frontier
- Fairy Tail : Aska Connel, Biska Connel
- Food Wars! : Lucie Hugo
- Gintama : Kaoru Waki
- Haiyore! Nyaruko-san : Isuka, Shantak-kun
- Hamtaro
- Hanasakeru Seishōnen : Najayra Issa Shadli
- Heroic Age : Bee no Bee
- Hi Hi Puffy AmiYumi
- La Corda d'Oro : Mio Takatō
- La Fille des enfers : Junko Kanno
- Lupin III: Angel Tactics : Bomber Linda
- Mahoraba : Kozue Aoba
- Mayoi Neko Overrun! : Suzuki
- Mermaid Melody Pichi Pichi Pitch : Coco
- Nijū Mensō no Musume : Tome
- Nodame Cantabile : Saya Saganuma
- Ōkami-san to Shichinin no Nakama-tachi : Narratrice
- Pokémon Advanced Generation
- Ray the Animation : Masami
- Re:Zero kara Hajimeru Isekai Seikatsu : Béatrice
- Seitokai Yakuindomo : Ranko Hata
- Selector Infected WIXOSS : Eldora
- Selector Spread WIXOSS : Eldora
- Shakugan no Shana : Rinne
- Shimoseka : Otome Saotome
- Shugo Chara! : Snoppe
- Sket Dance : Ge
- Sōkyū no Fafner : Sakura Kaname
- Starship Operators : Yukino Nanase
- Tactical Roar : Mashū Akoya
- Taishō Baseball Girls : Anna Curtland
- To aru kagaku no Railgun : Kuroko Shirai
- To aru majutsu no Index : Kuroko Shirai
- Tokyo Demon Campus : Komaki Sakurai
- To Love-ru : Peke
- Viewtiful Joe
- Zero no tsukaima : Motsognir

### OVA
- Mobile Suit Zeta Gundam
- To aru majutsu no Index : Kuroko Shirai

### Jeux vidéo
- Corpse Party Blood Covered
- Crash Tag Team Racing
- Dengeki Bunko Fighting Climax Ignition
- Fire Emblem Heroes : Loki
- It's a Wonderful World
- Tales of Berseria
- Tales of Vesperia
- The Legend of Heroes VI: Sora no Kiseki
- Corpse Party: Book of Shadows
- Zenless Zone Zero : Alexandrina Sebastiane

### Doublage
- À la Maison-Blanche
- All That
- American College (National Lampoon's Animal House)
- Chowder
- Everybody Has Secrets
- Kim Possible
- L'Antenne
- La Panthère rose
- Le Retour des morts-vivants
- La Vie à tout prix
- La Vie de croisière de Zack et Cody (London Tipton)
- La Vie de palace de Zack et Cody (London Tipton)
- Ong-bak